# Université Paris sciences et lettres
Université Paris sciences et lettres (PSL) je javno istraživačko sveučilište sa sjedištem u Parizu, Francuska.

## Povijest
Nastala je spajanjem jedanaest akademskih i istraživačkih institucija uz podršku tri istraživačke organizacije.
PSL je nadaleko poznat u znanosti i tehnologiji te u nekoliko drugih područja poput menadžmenta i ekonomije.

## Vanjske poveznice
- Université Paris sciences et lettres